# Polom (přírodní rezervace)
Polom je přírodní rezervace v lesním komplexu jihovýchodně od Horního Bradla v okrese Chrudim. Oblast spravuje Agentura ochrany přírody a krajiny ČR – RP Východní Čechy. Chráněné území se skládá ze dvou oddělených částí – Malý a Velký Polom, někdy též nazývanými Prales Polom. Rezervace leží v nadmořské výšce 545–625 metrů a její rozloha je 18,33 hektarů. Vyhlášena byla v roce 1933 na ochranu posledního zachovalého fragmentu jedlobukového pralesa na hřebeni Železných hor a v roce 1955 bylo chráněné území bylo rozšířeno. Předmětem ochrany jsou fragmenty jedlobukového pralesa, prameništních jasanin a lužních olšin s výskytem vzácných rostlinných a živočišných druhů.